# Lac Afennourir
Le lac d'Afennourrir ou Aguelmame est un lac d'altitude qui relève administrativement de la province d'Ifrane, commune rurale de Ain Leuh, au Maroc, village situé juste à la frontière de la province de Khénifra, non loin des fameuses sources d'Oum Errabiaa (ou Oum Er-Rbia).
Sa situation géographique en pleine forêt cédraie lui confère le statut de Ramsar le 20 juin 1990, listé parmi les zones humides du Moyen Atlas, en raison des fonctions écologiques et hydrologiques qu’elles remplissent, pour la conservation de la diversité biologique mondiale et la pérennité de la vie humaine.

## Localisation
- Localisation générale

Il se situe sur un plateau du Moyen Atlas tabulaire, à 20 kilomètres (à vol d'oiseau) au sud de la ville d'Azrou, sur la route tertiaire reliant le village d'Aïn Leuh à la RP 20 (reliant Azrou à Midelt). Elle appartient à la Commune d'Aïn Leuh (province d'Ifrane).
- Coordonnées : 33° 17′ N, 5° 16′ O
- Altitude : 1 784 m
- Références des cartes : 1/100 000 - AZROU
- Province administrative : Ifrane
- Centre administratif proche : Aïn Leuh
- District forestier : Aïn Leuh
- Région biogéographique : n° - Moyen Atlas central

## Superficie et limites

### Superficie proposée
500 à 600 hectares.

### Limites proposées
Tout le lac et sa bordure (une ceinture de 50 à 800 m, large à l'est, étroite à l'ouest).

## Statut

### Système foncier
Domaine public

### Usages
Parcours. [pas clair]

### Divers
Site Ramsar.

## Bioclimats et milieu physique

### Caractéristiques bioclimatiques
Supraméditerranéen subhumide à hiver froid.

### Caractéristiques physiques
- Caractéristiques physiques du site

Lac naturel de haute altitude (1 798 m) du Moyen Atlas occupant une vaste dépression karstique (calcaire) à fond plat, remplie de basaltes et de dépôts fins. Les rives planes situées au sud et à l'est sont couvertes par une végétation rase (pelouse). Le lac est peu profond (< 2 m) et relativement étendu (50 ha environ), montrant quelques hauts fonds (îlots) près de la rive nord-est. Son niveau de submersion est très variable, dépendant de la pluviométrie ; considéré comme semi-permanent, notamment à la suite du rehaussement qu'il a subi après la construction d'une digue (mur bas) à son déversoir, le lac s'assèche parfois (par exemple en 1995 et en été 2000). Les eaux sont eutrophes, légèrement alcalines, à température variant entre 0-5 °C (surface parfois gelée en hiver) et 24-26 °C (en été). La végétation immergée envahit souvent les eaux, avec développement de quelques massifs de scirpes, qui s'étendent progressivement quand la mise en eau dure plusieurs années.
Le climat régional est de type supraméditerranéen subhumide à hiver froid. La neige, autrefois abondante dans la plaine, ne persiste pas plus de deux à trois semaines en année normale.
Les monts sont couverts par une cédraie plus ou moins dégradée localement, alors que les versants sont couverts par une végétation arbustive ou steppique.
La principale valeur de ce site réside dans sa particularité (faible profondeur et grande étendue) qui en fait un type particulier de lac d’eau douce de montagne nord-africaine. Il a toutefois été choisi principalement parce qu’il abrite une grande population nicheuse de tadornes casarca.
C'est un étang eutrophe. La température de l'eau, mesurée le 13 juillet 1994 au lever du soleil, était de 12 °C (identique à celle de l'air), alors qu'elle dépasse les 25 °C au milieu de la journée. Le pH est légèrement basique.

## Qualites bioécologiques

### Flore et végétation
La flore aquatique est très envahissante (Chara sp, Cladophora sp, Damasonium alisma, Myriophyllum spicatum, Potamogeton sp., Ranunculus sp, gpe aquatilis); elle forme un tapis continu vers les bords et au niveau de certains hauts fonds. D'autres plantes rares ou à distribution localisée existent dans l'étang (Glyceria fluitans, Juncus bufonius, Juncus inflexus, Juncus articulatus, Persicaria lapathifolia, Scirpus lacustris, Veronica beccabunga .

### Faune et population animales
Faune invertébrée très abondante (surtout les vers, les insectes et les crustacés...), et bien diversifiée, mais sans espèce particulière sur le plan biogéographique.
Deux espèces de poissons ont été introduites avant le classement du site dans la liste "RAMSAR" : la tanche, le gardon et le brochet, ce dernier étant encore entretenu (par déversement d'alevins).
Comme herpétofaune, citons la couleuvre vipérine (sujet de grande taille collecté) et la forte abondance de grenouilles.
Les oiseaux donnent à cet étang un certain intérêt qui encourage à le maintenir comme site RAMSAR. Les dernières visites y ont montré au moins dix espèces estivantes : le canard colvert (<200), le Tadorne casarca (<30), la foulque macroule (>500), la foulque à crête (>4), le grèbe castagneux (>70) et le grèbe à cou noir (2-4 indi.) sont nicheurs, alors que certains échassiers (cigogne blanche, échasse, héron cendré... y trouvent une nourriture abondante. Signalons enfin la présence cet été de l'Ibis chauve (un individu se nourrissant sur le bord, puis sur un îlot).
C'est pratiquement le site moyen-atlasique le plus important pour l'hivernage d'oiseaux d'eau, malgré l'effectif relativement faible qu'il héberge (comparé aux autres sites RAMSAR du Maroc). 26 espèces y ont été notées et l'effectif maximum absolu enregistré est de 4 700 oiseaux, essentiellement des Ansériformes, avec des pics de 3 000 siffleurs, 900 milouins, 400 casarcas et 300 chipeaux, sans oublier le colvert, le souchet, le morillon, le pilet... Les deux espèces de Foulques y sont régulières, totalisant plus du millier, dont quelque 10-20 foulques à crête. Parmi les Grèbes, le castagneux et le G. à cou noir enregistrent 40-60 individus chacun. Les échassiers sont relativement peu abondants, bien que plusieurs espèces ont été observées.

### Écosystèmes et milieux
Étang de montagne n'ayant aucun équivalent au Maroc.
Pelouse de montagne.
Source : http://www.chm.ma/gestion_et_conversation/zones_humides.htm#Afennourir

## Sources
- Zones humides Moyen Atlas

### Botanique
- Juncus